# François Kraut
François Kraut (* 8. Februar 1907 in Pinkafeld, Ungarn; † 28. August 1983 in Paris) war ein österreichisch-französischer Geologe und Mineraloge. Er war Universitätsprofessor in Paris. Internationale Anerkennung erlangten unter anderem seine Forschungen über Meteoriten.

## Wissenschaftliche Karriere
Kraut studierte zwischen 1923 und 1928 in Újpest und Budapest und an der Montanuniversität Leoben. Später ging er mit seiner Familie nach Paris und setzte hier seine Studien der Mathematik, Physik und Mineralogie fort. 1933 wurde er Mitarbeiter der Abteilung Mineralogie des Muséum national d’histoire naturelle in Paris, dessen Direktor er 1963 wurde und das er bis zu seinem Rücktritt  1972 leitete. Mit Unterstützung seiner Kollegen und Mentoren Alfred Lacroix, Jean Orcel (1896–1978) und Elisabeth Jérémine  spezialisierte er sich auf Mineralogie und Petrographie und zwar insbesondere auf die Mikroskopie von Gestein und opaker Mineralien.
Nachdem er die französische Staatsbürgerschaft erhalten hatte, trat er 1939 in die Armee ein, geriet aber schon bald in deutsche Gefangenschaft, die bis 1945  andauerte.

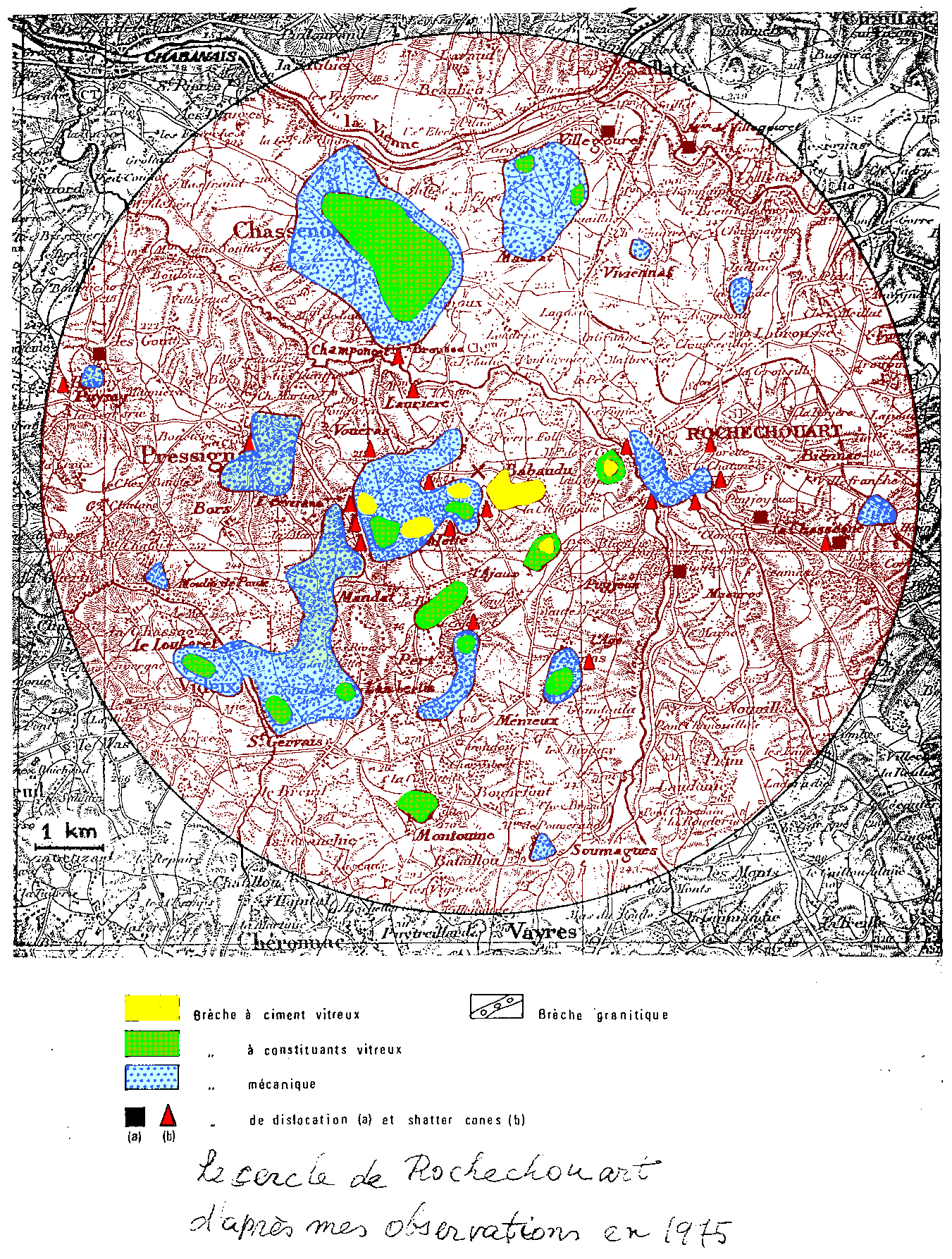
Einschlagkrater von Rochechouart-Chassenon mit handschriftl. Anmerkungen von F. Kraut

Mehrere Jahre arbeitete er zusammen mit Simone Caillere. Mit ihr beschrieb er die  Gesetzmäßigkeiten der Paragenese von Eisen in den Lagerstätten in Lothringen, Anjou und der Normandie, Gesetzmäßigkeiten, die später durch Experimente im Labor bestätigt wurden.
1969 wurde seine wissenschaftliche Karriere gekrönt durch die Entdeckung des größten bisher bekannten Meteoriteneinschlags auf französischem Boden Metropolitan-Frankreichs, des  Astroblem von Rochechouart-Chassenon zwischen dem Fluss Charente und dem Département Haute-Vienne. Es handelt sich dabei um einen Krater mit einem Durchmesser von 22 Kilometern und einem Alter von rund 214 Millionen Jahren.
Diese Entdeckung war das Ergebnis einer 30 Jahre langen methodischen Arbeit und einer ständigen Überprüfung von Hypothesen, die er noch nicht für bewiesen hielt.

## Die Meteoriten
Nachdem er sich lange Zeit der Erforschung der Geologie von Metallen gewidmet hatte, insbesondere von Kupfer, Eisen, Magnesium und Arsen, widmete er sich in den letzten Jahren seiner wissenschaftlichen Tätigkeit der Erforschung der  Meteoriten. 1967 durchquerte er die Charente   auf der Spur eines Meteoriten, der am 27. Juni auf die Erde niedergegangen war und von dem er zwei Bruchstücke entdeckte.
Im gleichen Jahr stellte er die These auf, dass die Brekzien, die in Chassenon im Département Charente entdeckt worden waren, entweder vulkanischen Ursprungs oder aber Ergebnis eines Meteoriteneinschlages sind. Er zog in diesem Fall Parallelen zu ähnlichen Gesteinsfunden im Nördlinger Ries. Im Juli 1968 unternahm er Untersuchungen, die die eine oder die andere dieser beiden Thesen belegen sollten.

### Astroblem von Rochechouart-Chassenon

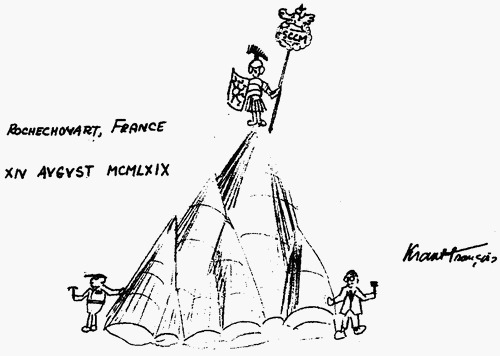
Skizze François Krauts von den Strahlenkegeln des Kraters von Rochechouart-Chassenon.

1969 gelang es ihm, durch  die Entdeckung der Strahlenkegel das Rätsel des Astroblem von Rochechouart-Chassenon zu  lösen. Unterstützt wurde er dabei von den beiden amerikanischen Geologen French und Short. Bevan M. French, geboren 1937 in New Jersey (USA), war Geologe, Mineraloge, Schriftsteller und Fachmann für Meteoriteneinschläge auf der Erde und deren Auswirkungen auf die unter der Oberfläche liegenden Felsformationen. French hatte sich schon länger mit den geologischen Besonderheiten dieser Gegend befasst und seit 1935 über die bisher unerklärten Brekzien von Chassenon publiziert. Der Astroblem von Rochechouart-Chassenon ist der größte bisher entdeckte Meteoritenkrater in Frankreich und einer der größten überhaupt, die in jener Zeit entdeckt worden sind. Noch heute wird er unter den Top-50 der irdischen Meteoritenkrater  aufgeführt.

## Krautit
Das Mineral Krautit, ein Mineral aus der Gruppe der Arsene wurde auf Vorschlag von François Permingeat nach François Kraut benannt.
Dieses Mineral mit der chemischen Zusammensetzung  Mn2+(AsO3OH).H2O, war 1975 von François Fontan entdeckt worden.